# Anschlag von Carcassonne und Trèbes
Bei einem islamistischen Anschlag mit nachfolgender Geiselnahme in den südfranzösischen Städten Carcassonne und Trèbes tötete ein 26-jähriger Mann am 23. März 2018 vier Menschen und verletzte mindestens zwölf weitere. Einer der Getöteten war ein Gendarmerie-Offizier, der sich freiwillig in die Gewalt des Geiselnehmers begeben hatte, damit eine Frau freikam. Bei dem auf die Stürmung des Supermarkts folgenden Schusswechsel wurde der Attentäter von einer Spezialeinheit der französischen Polizei erschossen.

## Hintergrund
Der 26-jährige Täter Radouane Lakdim wurde in Marokko geboren und war seit seinem zwölften Lebensjahr französischer Staatsbürger. 2011 wurde er wegen des Besitzes einer illegalen Waffe verurteilt, später wegen kleinerer Drogendelikte. 2016 verbüßte er in Carcassonne eine Haftstrafe.
Lakdim war seit 2014 wegen Verbindungen zur salafistischen Szene in einer Polizei-Datenbank registriert und wurde in den Jahren 2016 und 2017 von den Sicherheitsbehörden observiert, die aber keine Terrorvorbereitungen feststellten. Innenminister Gérard Collomb erklärte, der Täter sei „unerwartet zur Tat geschritten“. Nach Angaben der Staatsanwaltschaft bezeichnete er sich während der Geiselnahme als „Soldat“ der Terrororganisation „Islamischer Staat“ (IS). Der IS reklamierte später die Tat für sich.

## Tat
Lakdim schoss am Morgen des 23. März 2018 in Carcassonne auf die Insassen eines Autos. Er tötete den Beifahrer mittels Kopfschuss und verletzte den Fahrer. Kurze Zeit später schoss er auf eine Gruppe von Polizisten der Compagnies Républicaines de Sécurité, die gerade vom Joggen zurückkamen, und verletzte einen von ihnen. Anschließend fuhr er in das nahe gelegene Trèbes, überfiel einen Supermarkt der Kette Super U, verschanzte sich und nahm Geiseln.

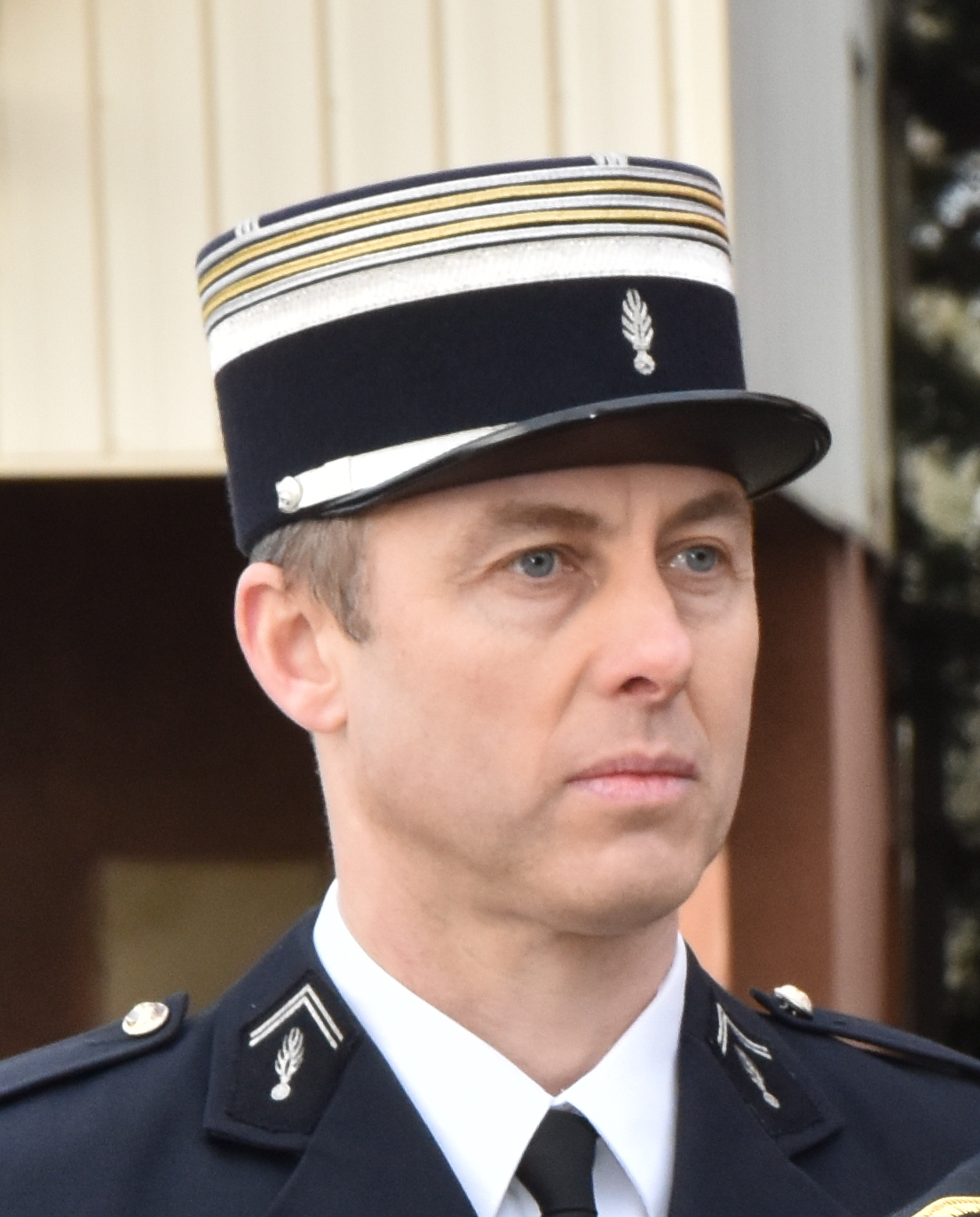
Oberstleutnant Arnaud Beltrame

Er war laut Augenzeugen mit Messern, einer Schusswaffe und Handgranaten bewaffnet. Im Supermarkt erschoss er den Fleischverkäufer und einen weiteren Menschen. Zwölf Menschen sollen laut französischem Innenministerium verletzt worden sein. Den meisten Kunden und Angestellten des Geschäfts gelang die Flucht. Lakdim forderte die Freilassung des an den Terroranschlägen vom November 2015 in Paris beteiligten Terroristen Salah Abdeslam.
Der 44-jährige Oberstleutnant der Gendarmerie Arnaud Beltrame bot sich als Austausch für die letzte verbliebene Geisel an. Er ließ sein Telefon mit einer bestehenden Verbindung auf einem Tisch im Supermarkt liegen; so konnten die Sicherheitskräfte außerhalb des Supermarktes hören, was sich im Inneren des Gebäudes abspielte. Gegen Mittag schoss der Täter auf Beltrame. Daraufhin stürmten GIGN-Spezialkräfte der Gendarmerie nationale den Supermarkt. Bei dem folgenden Schusswechsel wurde der Geiselnehmer erschossen. Arnaud Beltrame erlag am darauffolgenden Morgen seinen schweren Verletzungen.
Bei der Untersuchung des Tatorts fanden Ermittler drei Sprengsätze.

## Ermittlungen
Der Anti-Terror-Staatsanwalt Frankreichs ließ eine enge Bekannte des Täters verhören und einen 17-Jährigen festnehmen. Der Jugendliche habe Kontakt mit dem Attentäter gehabt und es werde gegen ihn wegen Mitgliedschaft in einer terroristischen Vereinigung ermittelt.